# Le Breuil (Marne)
Le Breuil település Franciaországban, Marne megyében. Lakosainak száma 377 fő (2022. január 1.). Le Breuil Vallées en Champagne, Igny-Comblizy, Verdon és La Ville-sous-Orbais községekkel határos.

## Népesség
A település népességének változása:
| Lakosok száma | 351  | 284  | 327  | 341  | 403  | 393  | 387  | 378  | 377  | 377  |
|               | 1968 | 1982 | 1990 | 2006 | 2013 | 2015 | 2017 | 2019 | 2020 | 2022 |